# Reaktivna bojila
Reaktivna bojila koriste kromofor povezan s nekom reaktivnom kemijskom skupinom koja se kovalentno veže na vlakno. Pripadaju najtrajnijim bojilima. Reaktivna bojila imaju posebnu atomsku grupu, takozvanu reaktivnu komponentu, vezanu za molekulu bojila, koje je po kemijskoj građi većinom azo-bojilo, rjeđe antrakinonsko, ftalocijaninsko ili metalkompleksno u vodi topljivo bojilo. Reaktivna komponenta je najčešće s-triazinaki prsten s jednim ili dva reaktivna atoma klora, ili vinilsulfonski ostatak; ona se kemijski veže s hidroksilnim grupama celuloznoga vlakna ili aminogrupama vune i poliamidnoga vlakna. Od izbora obojene komponente zavisi postojanost reaktivnih bojila na svjetlosti, a sve mokre postojanosti znatno su poboljšane zbog kemijske veze s vlaknom preko reaktivne grupe u molekuli bojila. 

## Objašnjenje
Reaktivna bojila su bojila čije se molekule za vrijeme postupka bojenja vežu kovalentnim kemijskim vezama s obojenim materijalom. U tom se postupku stvaraju nove kemijske veze između određenih reaktivnih grupa sadržanih u bojilu i stanovitih grupama bojanog materijala, a nakon završenog bojanja postaju bojila kemijskom dijelom obojenog materijala.
Reaktivna bojila sadrže po pravilu u strukturi svoje molekule, osim reaktivnih grupa, i dio koji nosi te reaktivne grupe, dio koji uvjetuje obojenje (kromogen) i supstituente koji omogućuju topljivost. Kromogeni su najčešće iz reda azo-spojeva, antrakinonskih i ftalocijaninskih spojeva. Supstituenti koji omogućuju topljivost jesu sulfonske ili karboksilne grupe. One treba da omoguće bojenje u vodenim otopinama na 20 do 70°C. Pri tom je poželjno da bojilo nema veliku supstantivnost, kako bi se kemijski nevezani dio bojila mogao lako isprati. Reaktivne grupe treba da budu takve da brzina njihova reagiranja s materijalom koji se boja bude veća nego brzina reakcije s vodom na temperaturi bojanja.
Prva bojila ovog reda stavila je u promet engleska tvrtka ICI (eng. Imperial Chemical Industries) pod grupnim imenom Procion (švicarska tvrtka CIBA proizvodi ih pod imenom Cibacron). To su diklortriazinski derivati relativno jednostavnih kiselih monoazo-bojila i antrakinonskih bojila.
Pripremaju se djelovanjem cijanurklorida (klorida cijanurne kiseline, triklor-s-triazina) na spomenuta kisela bojila. Primjeri su: Procionyellow RS, koji se dobiva djelovanjem cijanurklorida na monoazo-bojilo β-naftilamin-4,8- disulfonska kiselina → m-toluidin; Procionbrilliantred 2BS, koji nastaje kondenzacijom cijanurklorida s monoazo-bojilom ortanilna kiselina → H-kiselina; Procionbrilliantblue RS, koji se dobiva iz cijanurklorida i l-amino-4-(3'-aminoanilino)-antrakinon-2,4'-disulfonske kiseline.
Ako se u cijanurkloridu zamijene dva atoma klora, dobivaju se monoklortriazinska bojila, koja se primjenjuju na višim temperaturama bojanja, kao na primjer Procionblue HBS (dobiven djelovanjem cijanurklorida u vodenoj otopini na 1-amino-4-(4'-aminoanilino)-antrakinon- 2,3'-disulfonat i kondenzacijom nastalog međuprodukta s metanilnom kiselinom) i Cibacronbraun 3GR (4-aminoazobenzen-3,4'-disulfonska kiselina lamindisulfonska kiselina → 1,6 + 1,7-naftisulfanilna kiselina + cijanurklorid + sulfanilna kiselina).
Triazinskim derivatima slični su i produkti koji sadrže diklor ili triklorpirimidinske ostatke, kao na primjer Reactonrot 2B (ortanilna kiselina → H-kiselina + 2,4,5,6-tetraklorpirimidin). Ovakva bojila sadržavaju čvršće vezane atome klora, koji onda teže reagiraju, pa su bojila otpornija prema hidrolizi i njima se može bojati na višim temperaturama. Na taj su način građena i takozvana Drimaren-bojila. Halogenirani heterociklički sistem kao reaktivnu komponentu sadrže i Levafix-E bojila, koja imaju u molekuli posebnu grupu. Kao reaktivna grupa važna je vinilsulfonska grupa —S02—CH=CH2, bilo da je u tom obliku uklopljena u sastav molekule bojila, bilo da prilikom procesa bojenja nastaje djelovanjem alkalnih agensa iz β-kloretilsulfonskih grupa (—S02CH2CH2Cl) ili iz estera β-hidroksietilsulfonskih bojila sa sumpornom kiselinom (—S02CH2CH20S03H). Primjer je Remazolbrillantblau R.
Remalanecht-bojila građena su na isti način na osnovi kromnih i kobaltnih metalkompleksnih bojila tipa 1:2 iz o,o'-dihidroksiazospojeva.
Postoje i mnoge druge kemijske grupe koje su upotrijebljene za stvaranje reaktivnosti bojila; tako na primjer takozvana Levafix-bojila iz reda sulfonamida sadržavaju grupu — S02NHCH2CH20S03H; karbonamido-grupu sadržava grupa —NHOCCH2CH2Cl (Primazin-bojila) i tako dalje.
Za bojanje reaktivnim bojilima razrađen je velik broj posebnih specifičnih postupaka. Postignuta obojenja odlikuju se velikom jasnoćom i izvanrednim postojanostima, u čemu su vrjednija od njih samo reduktivna bojila. Međutim, reaktivna bojila su jeftinija.